# او جینگبای
او جینگبای (انگلیسی: Ou Jingbai؛ زادهٔ ۲ ژوئن ۱۹۷۱) بازیکن سافت‌بال اهل چین است که در مسابقات تابستانه المپیک 1996 زنان شرکت نموده.
او در بازی های المپیک تابستانی 1996 به عنوان بازیکی از تیم چین برنده مدال نقره شد.او در 6 مسابقه شرکت نمود.